# Liste der Naturdenkmale in Grünstadt
Die Liste der Naturdenkmale in Grünstadt nennt die im Stadtgebiet von Grünstadt ausgewiesenen Naturdenkmale (Stand 4. März 2024).

## Naturdenkmale
| Nr.         | Bezeichnung                               | Lage                                                                               | Beschreibung | Bild                                    |
| ----------- | ----------------------------------------- | ---------------------------------------------------------------------------------- | --- | --------------------------------------- |
| ND-7332-204 | Felsenriff und Trockenrasen               | Asselheim, westlich des Ortes; Flur Am hohen Felsen Lage                           | Felsenriff und Trockenrasen                                                                                        | Direkt Bild zu diesem Denkmal hochladen |
| ND-7332-209 | 120-jährige Winterlinde                   | Asselheim, Ostergasse, bei Nr. 6 Lage                                              | Tilia cordata, um 1850 gepflanzt; zugehörige Ulmus minor, um 1625 gepflanzt, abgegangen                            | Direkt Bild zu diesem Denkmal hochladen |
| ND-7332-223 | Baumbestand am Leininger-Gymnasium        | Grünstadt, Kreuzerweg, bei Nr. 4 Lage                                              | flächenhaftes Naturdenkmal, die gesamte Parzelle des Leininger-Gymnasiums und den benachbarten Parkplatz umfassend | Fotos hochladen                         |
| ND-7332-556 | Schweinstränke                            | Grünstadt, westlich der Stadt; Flur Unter der Schweinstränke Lage                  | vernässte Wiese mit Büschen und Bäumen; flächenhaftes Naturdenkmal                                                 | Fotos hochladen                         |
| ND-7332-557 | Enzianwiese                               | Grünstadt, westlich der Stadt; Flur Links am Ebertsheimer Weg, Sechste Gewann Lage | flächenhaftes Naturdenkmal, drei Teilflächen                                                                       | Direkt Bild zu diesem Denkmal hochladen |
| ND-7332-558 | Baumgruppe                                | Grünstadt, Jakobstraße, Ecke Friedhofstraße Lage                                   | Baumgruppe | Direkt Bild zu diesem Denkmal hochladen |
| ND-7332-559 | Bahnrain bei Bahnübergang Neumüllerweg    | Asselheim, südlich des Ortes; Flur Eulgesgarten Lage                               | langgestrecktes Gehölz; flächenhaftes Naturdenkmal                                                                 | Direkt Bild zu diesem Denkmal hochladen |
| ND-7332-560 | Ödung im Winkeleisen                      | Asselheim, nordwestlich des Ortes; Flur Am Quirnheimer Pfad Lage                   | Ödland; flächenhaftes Naturdenkmal                                                                                 | Direkt Bild zu diesem Denkmal hochladen |
| ND-7332-561 | Die Hohl                                  | Asselheim, nordwestlich des Ortes; Flur Bei der Hohl Lage                          | Flutgraben mit Buschwerk und seltenen Pflanzen; flächenhaftes Naturdenkmal                                         | Direkt Bild zu diesem Denkmal hochladen |
| ND-7332-562 | Das Wäldchen                              | Asselheim, westlich des Ortes bei der Neumühle Lage                                | Gehölz; flächenhaftes Naturdenkmal                                                                                 | Direkt Bild zu diesem Denkmal hochladen |
| ND-7332-563 | Ödung am Höllenflüsschen                  | Asselheim, westlich des Ortes; Flur Am Höllenberg Lage                             | Ödland; flächenhaftes Naturdenkmal                                                                                 | Direkt Bild zu diesem Denkmal hochladen |
| ND-7332-564 | Sandsteinbruch                            | Asselheim, südwestlich des Ortes; Flur Mandelhohl Lage                             | alter Sandsteinbruch; flächenhaftes Naturdenkmal; Teilfläche des Naturschutzgebiets Haardtrand - Im hohen Rech     | Direkt Bild zu diesem Denkmal hochladen |
| ND-7332-565 | Mandelhohl nebst den angrenzenden Ödungen | Asselheim, südwestlich des Ortes; Flur Mandelhohl Lage                             | Holweg und Ödlandflächen; flächenhaftes Naturdenkmal; Teilfläche des Naturschutzgebiets Haardtrand - Im hohen Rech | Direkt Bild zu diesem Denkmal hochladen |
| ND-7332-566 | Zwei Steinhalden bei dem hohen Felsen     | Asselheim, westlich des Ortes; Flur Bei dem hohen Felsen Lage                      | Felsformationen; flächenhaftes Naturdenkmal, zwei Teilflächen                                                      | Direkt Bild zu diesem Denkmal hochladen |
| ND-7332-567 | Eine Linde am Denkmal                     | Sausenheim, Untertorstraße, bei Nr. 23 Lage                                        | Tilia sp. | Direkt Bild zu diesem Denkmal hochladen |

## Ehemalige Naturdenkmale
| Nr.         | Bezeichnung               | Lage                                                                | Beschreibung                                                        | Bild                                    |
| ----------- | ------------------------- | ------------------------------------------------------------------- | ------------------------------------------------------------------- | --------------------------------------- |
| ND-7332-214 | Kleinsruhe                | Grünstadt, westlich der Stadt; Flur Ober der Tiefenthaler Hohl Lage | Feldgehölz; flächenhaftes Naturdenkmal; Rechtsverordnung aufgehoben | Direkt Bild zu diesem Denkmal hochladen |
| ND-7332-568 | Zwei Linden an der Kirche | Sausenheim, Untertorstraße, bei Nr. 8 Lage                          | Tilia sp., zwei Bäumen; Rechtsverordnung aufgehoben                 | Direkt Bild zu diesem Denkmal hochladen |